# Diògenes Laerci
Diògenes Laerci (en llatí Diogenes Laertius, en grec Διογένης ὁ Λαέρτιος o Λαερτιεύς, de vegades també Λαέρτιος Διογένης) va ser un historiador de la filosofia possiblement grec i probablement un filòsof ell mateix. Es desconeix amb certitud el seu lloc de naixement però a partir del seu nom podria ser que neixés a Laertes, una colònia grega a Cilícia de la qual parla Estrabó.

## Vida
El cognomen Laertius, segons alguns, li vindria d'una família romana els Laertius, i un dels seus membres hauria estat patró d'un avantpassat de Diògenes. Però és més probable que el nom li vingués del lloc on havia nascut, la ciutat de Laerte, a Cilícia. Joan Tzetzes l'anomena Diogenià, i s'ha suposat que Diògenes Laerci podria ser el mateix que Diogenià de Cízic, un escriptor mencionat per Plutarc.
No es coneix res de la seva vida, edat o estudis. Com que els darrers autors que esmenta són Plutarc, Sext Empíric i Saturní, sembla que hauria viscut a la fi del segle ii. Alguns autors el situen a l'època d'Alexandre Sever i els seus successors ja al segle iii, o fins i tot al temps de Constantí.
La sola cosa sobre la qual els historiadors i els filòsofs es posen d'acord és en la data de composició de la seva única obra coneguda, que se situaria entre els anys 225 i 250 després de Crist.

## Obra
La seva obra, una història de la filosofia, està formada per deu llibres i porta el títol περὶ βίων, δογμάτων καὶ ἀποφθεγμάτων τῶν ἐν φιλοσοφία εὐδοκιμησάντων (‘perí víon, dogmáton kaí apofthegmáton tón en filosofía evdokimisánton’, Vides i doctrines dels filòsofs més il·lustres), que segons algunes al·lusions, la va dedicar a una dama d'alt rang que es va dedicar a la filosofia, sobretot a l'estudi de Plató, per bé que, havent-se'n perdut l'endreça, tan sols es pot especular sobre qui era. Alguns pensen que era Àrria, l'amiga de Galè, i altres Júlia Domna, l'esposa de l'emperador Septimi Sever.
El llibre comença amb una introducció sobre l'origen i la més antiga història de la filosofia, on critica els que pensen que la filosofia va néixer entre els bàrbars i no entre els grecs. Després divideix la filosofia entre els grecs jonis (d'Anaximandre fins a Clitòmac Asdrubal, Crisip de Soli i Teofrast) i els filòsofs de la Magna Grècia, llista encetada amb Pitàgores i acabada amb Epicur. Considera l'escola socràtica i les seves branques incloses dins de la filosofia jònica, de la qual tracta en els primers set llibres. Els eleàtics amb Parmènides i els escèptics són inclosos dins la filosofia de la Magna Grècia, a la qual dedica els llibres 8 i 9. Epicur i la seva filosofia es presenta al llibre 10 amb tant de detall que se sospita que Diògenes era epicuri, encara que altres pensen que era neoplatònic.
Si tenim en compte que s'han perdut moltes obres dels filòsofs antics, el llibre té un gran valor com a font de la filosofia i els filòsofs antics. En total, es mencionen una quarantena d'autors sobre les vides i els escrits dels antics filòsofs i són citats 200 autors i les seves obres. Aquesta obra ha estat la principal font, durant molts anys, per la història de la filosofia antiga. L'obra però, sembla escrita sense planificació i de contingut desigual i recull més aviat anècdotes que no pas informacions biogràfiques o d'opinions. S'ha considerat que l'objectiu de l'obra era buscar la diversió dels lectors, sense pensar en la importància de les persones que descrivia ni en les seves aportacions al pensament. De vegades es nota que Diògenes no sabia de què parlava quan resumia opinions filosòfiques. Alguns autors pensen que l'obra actualment conservada és un resum o una abreviació mutilada de l'obra original, argumentant que, al segle xiii, un historiador anomenat Gualterius Burlaeus va escriure una obra, De vita et moribus philosophorum, que té com a font quasi exclusiva Diògenes Laerci, on parla de temes que només es troben insinuats en el text de Diògenes i que desenvolupa àmpliament.
Sembla que les fonts que va utilitzar Diògenes Laerci van ser Hermip d'Esmirna i alguns autors d'Alexandria. Laerci va escriure altres llibres als quals ell mateix es refereix amb les paraules ὡς ἐν ἄαλλοις εἰρήκαμεν (os en áallois eiríkamen, “entre d'altres”). Els epigrames que es troben barrejats a la Vida dels filòsofs il·lustres van ser agrupats en un llibre separat titulat ἡ πάμμετρος (i pámmetros). Alguns d'aquests epigrames s'han recollit a l'Antologia grega.

## En català
El llibre Vides i doctrines dels filòsofs més il·lustres ha estat traduït per Sergi Grau Guijarro i se n’han publicat fins al 2022 tres volums a la col·lecció Bernat Metge (volum 1-Llibre I, núm. 401, 2014, ISBN 978-8498592344; volum 2-Llibres II-III, núm. 422, 2018, ISBN 978-8498592917; volum 3-Llibres IV-V, núm. 439, 2022, ISBN 978-8498593891).
Sergi Grau ha editat també el recull Antologia obituària dels filòsofs de la Grècia Antiga (Adesiara Editorial, 2009, ISBN 978-8492-405-18-3 ), on es presenten fragments extrets del llibre de Laerci, a més d'altres fonts, centrats en les explicacions de com van morir els filòsofs.